# Palais Boncompagni Sterbini
Le palais Boncompagni Sterbini ou tout simplement Palazzo Sterbini est un palais rococo du XVIIIe siècle situé au numéro 41 de la Via del Babuino, dans le rione Campo Marzio à Rome. Construit pour la famille Boncompagni, qui possédait également le Palazzo Boncompagni Cerasi voisin, il était célèbre pour sa collection de bustes d'empereurs romains. Il a ensuite été acheté par la famille Sterbini, connue par Cesare Sterbini, l'auteur du livret du Barbier de Séville  de Rossini. En 1888, le palais a été restauré par Francesco Vespignani (it). 